# Alaska Department of Corrections
Das Alaska Department of Corrections (ADOC) ist die Strafvollzugsbehörde des US-Bundesstaates Alaska. Der Commissioner des ADOC ist Jen Winkelman.

## Geschichte
Das Alaska Department of Corrections wurde am 3. Januar 1959 gegründet. Bis zu diesem Zeitpunkt hatte das Federal Bureau of Prisons die Zuständigkeit als Stavollzugsbehörde.
Über 30 % der Gefangenen werden in privaten Gefängnissen außerhalb von Alaska untergebracht; der größte Teil im Florence Correctional Center in Florence, Arizona, welches von CoreCivic betrieben wird. Damit ist Alaska der Bundesstaat mit den zweitmeisten Gefangenen, welche in privaten Gefängnissen untergebracht werden.
In 2009 wurden Gefangene, welchen in privaten Gefängnissen inhaftiert waren vom Florence Correctional Center in Arizona in die Hudson Correctional Facility in Colorado verlegt, wodurch das Alaska Department of Corrections insgesamt circa 1,75 Mio. $ jährlich einsparen konnte. Durch die Eröffnung des Goose Creek Correctional Centers im Juli 2012 konnten alle Gefangenen wieder zurück nach Alaska verlegt werden.

## Einrichtungen

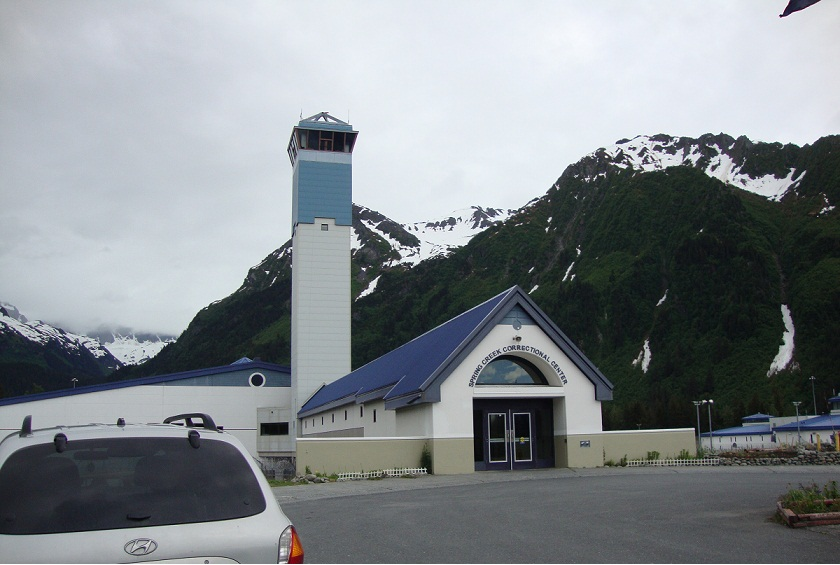
Hochsicherheitsgefängnis Spring Creek Correctional Center in Seward

In Alaska werden vom Alaska Department of Corrections 14 Gefängnisse betrieben. Diese sind:
- Anchorage Correctional Complex in Anchorage
- Anvil Mountain Correctional Center in Nome
- Fairbanks Correctional Center in Fairbanks
- Goose Creek Correctional Center nahe Point MacKenzie
- Hiland Mountain Correctional Center in Anchorage
- Ketchikan Correctional Center in Ketchikan
- Lemon Creek Correctional Center in Juneau
- Mat-Su Pretrial Facility in Palmer
- Palmer Medium and Minimum Correctional Centers in Palmer
- Spring Creek Correctional Center in Seward
- Wildwood Correctional Center nahe Kenai
- Wildwood Pretrial Facility nahe Kenai
- Yukon-Kuskokwim Correctional Center in Bethel
- Point MacKenzie Correctional Farm nahe Point MacKenzie[6]